# Phrygillus
Ne pas confondre avec l'espèce d'oiseau Phrygilus.

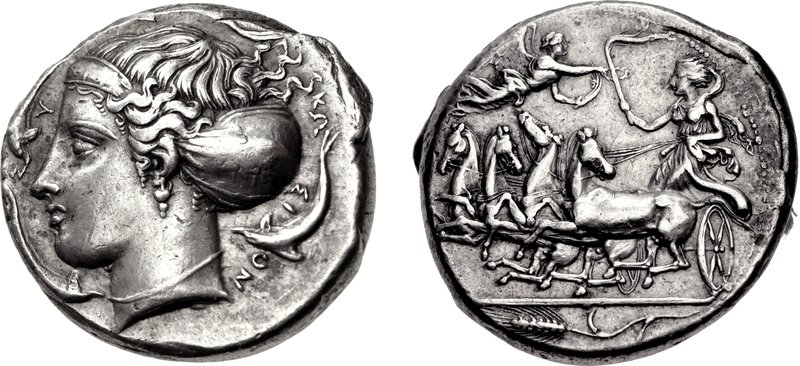
Deux monnaies de Syracuse :
(à gauche) Tête d'Arethusa, cheveux en ampyx avec ΦΡΥ sur le front ; Σ-Y-[P]-A-ΚΩ-ΣΙ-ΩΝ et quatre dauphins autour.
(à droite)Aurige, conduisant un char de quatre chevaux, à gauche ; au-dessus, Niké volant vers la droite.

Phrygillus (ΦΡVΓΙΛΛ) est un artiste de la Grèce antique actif à la fin du Ve siècle av. J.-C. dans la Grande-Grèce. Il est l'un des médailleurs et graveurs de pierre précieuse les plus anciens et reconnus,.

## Œuvre
Il a réalisé une taille-douce représentant Éros assis sur le sol, dans l'attitude de ces figures de garçons jouant au jeu d'astragales, ce qui arrive fréquemment dans les œuvres d'art ancien. La forme des lettres du nom, ΦΡVΓΙΛΛ, la grande taille des ailes de la figure de l'Éros et le style particulier des gemmes montrent que l'artiste a appartenu à l'École grecque primitive. Sur cette gemme, un coquillage bivalve est gravé, comme pour les monnaies de Syracuse, ce qui tend à faire penser que Phrygillus était syracusien. Ce qui n'était qu'une conjecture devient une certitude depuis que Raoul Rochette a publié un ouvrage dans lequel il indique qu'il y a des monnaies de Syracuse sur lesquelles est gravé le nom de Phrygillus. L'une de ces médailles est en possession de l'auteur, qui en a fourni une gravure sur la page de titre de sa Lettre à M. Schorn, à côté d'une autre gravure d'une gemme déjà mentionnée,. On connaît aussi une autre gemme gravée par Phrygillus, qui représente l'Amour sortant d'un œuf,,.
Une autre médaille de ce type fait partie de la collection du Duc de Luynes. Celle-ci contient une autre médaille syracusienne remarquable, en bronze, portant l'inscription ΦΡΥ, qui est désormais considérée comme les initiales de Phrygillus. Raoul-Rochette rend compte de ces trois médailles et les considère comme faisant partie des plus précieuses qui subsistent de l'art numismatique ancien,.